# 柏澄子
柏 澄子（かしわ すみこ、1967年7月25日 - ）は、日本のライター、ジャーナリスト、登山ガイド。千葉県出身。

## 来歴
1967年、千葉県千葉市に生まれる。
千葉県立千葉女子高等学校を経て、1991年に獨協大学外国語学部ドイツ語学科を卒業した。高校・大学で山岳部に所属する。
卒業後、外国食器メーカーを経て、日本ユネスコ協会連盟事務局に勤務した。識字教育の部署から、日本が世界遺産条約に批准するタイミングで世界遺産条約に部署へ異動。その後、広報・出版部にてニューズレターや書籍の制作に従事した。
1997年、ライターとして独立する。「登山に関わるあらゆること、山岳地域に住む人々」をテーマとする。
山岳雑誌（『山と溪谷』、『ROCK & SNOW』、『岳人』、『ランドネ』、『PEAKS』、『WILDERNESS』、『Packers』、『Stuben』など）、新聞（毎日新聞、日本経済新聞など）、WEBなどに執筆している。

## 主な著書[8]
- 『山登りの始め方―感動の世界へ、まごころの誘い 』(NEW YAMA BOOKS) 、山と溪谷社、 2000/6/1[9]
- 『山歩きはじめの一歩〈1〉山選び―あなたの山歩き、大丈夫? 』（共著／太田昭彦）、山と溪谷社、 2001/4/1[10]
- 『山歩きはじめの一歩〈4〉健康と山の食事―快適な山歩きは、自分のカラダを知ることから!』（共著／大森薫雄） 、山と溪谷社、 2001/8/1[11]
- 『山の救急医療ハンドブック』（日本山岳会医療委員会 編集)、山と溪谷社、2005/6/1[12]
- 『これで安心 山歩き基本ハンドブック 』(るるぶDo!ハンディ) （共著／大関義明 , 松倉一夫 , 浜島一郎 ）、JTBパブリッシング、2008/6/28[13]
- 『ドキュメント山の突然死 』山と溪谷社、 2008/6/27[14]
- 『山歩きはなぜ体にいいのか―大切な仲間に教えたくなる山の効用 』(ヤマケイ山学選書) 、山と溪谷社、 2009/1/23[15]
- 『海・山・キャンプ場で アウトドア救急ハンドブック 』(るるぶDo!ハンディ) 、JTBパブリッシング、 2009/3/16[16]
- 『NHK趣味悠々 山で元気に！田部井淳子の登山入門』（NHK出版、講師／田部井淳子、取材・文／柏澄子、2009/8/1）[17]
- 『田部井淳子のはじめる！山ガール』（NHK出版、取材・文／柏澄子、2010/5/30）[18]
- 『富士登山パーフェクトガイド 』(大人の遠足BOOK)（共著）、JTBパブリッシング 、 2010/5/31
- 『田部井淳子のあんしん！たのしい！山歩きお悩み解決BOOK』（毎日コミュニケーションズ、構成・執筆／柏澄子、2010/7/1）
- 『北アルプス北部 』(ワンゲルガイドブックス) （山と溪谷社編集）、山と溪谷社 、 2011/7/25[19]
- 『北アルプス南部』 (ワンゲルガイドブックス) （山と溪谷社編集）、山と溪谷社、2011/7/25[20]
- 『はじめよう！ 山歩きレッスンブック 』（共著／大武美緒子）、JTBパブリッシング、2015/5/15[21]
- 『ドキュメント山の突然死 』(ヤマケイ文庫) 、山と溪谷社、2017/7/21[22]
- 『エベレストと日本人 植村直己から栗城史多まで』(山と溪谷社編集、共著）、山と溪谷社、2022/2/12[23]

## 主な出演
- ハギトモ白馬三山を行く～天上のお花畑と大雪渓～（NHK名古屋放送局、出演／萩原智子、柏澄子）2012/9/7
- 石丸謙二郎の山カフェ「夏山スペシャル・大菩薩嶺（NHKラジオ第一、出演／井田寛子、柏澄子）2018/7/17[24]
- ON THE PLANET～withコロナにおける登山者のリスクマネジメント、山小屋や山岳ガイドの近況（ラジオワイド、出演／玉川太福、柏澄子）2020/6/30[25]
- Lovely Day♡～hana金～山 with コロナで気をつけたいポイントやteam KOIの活動(FM Yokohama84.7、出演／はな、柏澄子）2020/7/3[26]
- 石丸謙二郎の山カフェ「コロナ禍、宿泊だけが問題じゃない、山小屋の厳しい現状）（NHKラジオ第一、出演／石丸謙二郎、山本志保、柏澄子）2021/9/11[27]
- 石丸謙二郎の山カフェ「憧れの百名山」（NHKラジオ第一、出演／石丸謙二郎、山本志保、柏澄子）2023/1/14[28]